# Ganjgera, Chincholi
Ganjgera là một làng thuộc tehsil Chincholi, huyện Gulbarga, bang Karnataka, Ấn Độ.